# Diplomacy

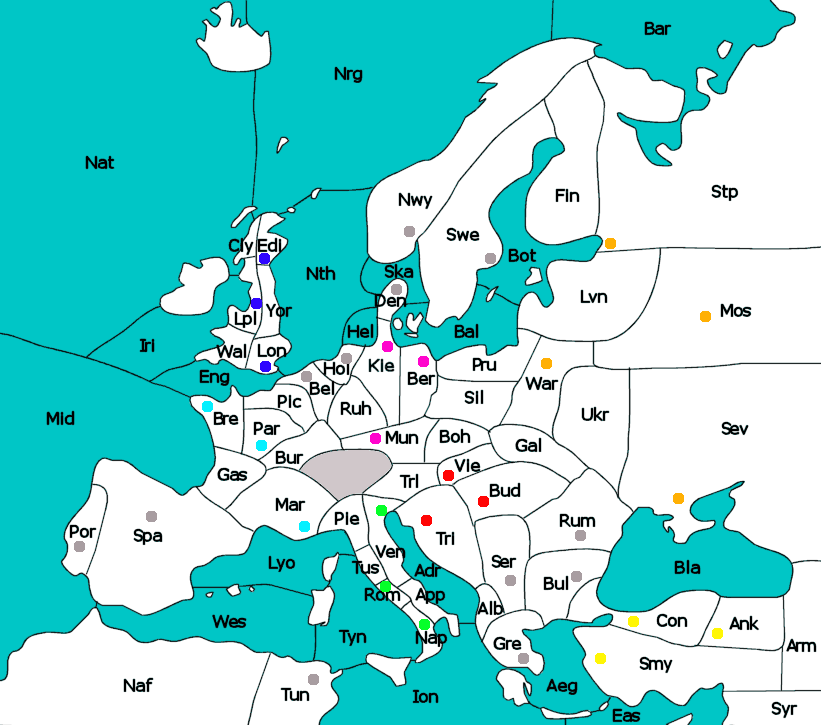
Speelbord

Diplomacy is een bordspel voor 2 tot 7 personen. Het bord is een kaart van het Europa van ca. 1900.

## Doel
Elk van de spelers is een van de zeven grootmachten in het Europa van 1900 die strijden om de heerschappij. Met de beschikbare eenheden moeten 18 van 35 aanwezige aanvoergebieden (steden) op het bord worden veroverd. Aangezien geen van de spelers op eigen kracht kan winnen, moet er voortdurend worden onderhandeld met de andere spelers. De belangrijkste regel daarbij: geen enkele afspraak, die is gemaakt tijdens het onderhandelen, is bindend. Dit kan verstrekkende gevolgen hebben. Maar als je te vaak je afspraken schendt, vertrouwt geen enkele andere speler je meer. Door het onderhandelen kun je niet alleen de hulp van anderen inroepen, maar je kunt ze er ook van overtuigen dat ze een andere grootmacht moeten aanvallen. Het komt in dit spel neer op het strategisch verplaatsen van eenheden en op de juiste momenten een ander vertrouwen of juist te pakken nemen.

## De middelen
Elke speler begint met 3 eenheden, behalve Rusland, die begint met 4. Elke spelronde begint met onderhandelen, waarbij de spelers zich per 2 of soms meer terugtrekken, zodat de rest van de spelers de onderhandelingen niet kan volgen. Na een afgesproken tijd moeten de orders worden ingeleverd. Iedere speler schrijft daartoe voor elke eenheid die hij heeft, een order op een papiertje. Alle orders worden verzameld en worden tegelijkertijd uitgevoerd. Dit is dus anders dan bij normale spellen, waarbij je om beurten je zetten uitvoert. De legers mogen alleen in land- en kustgebieden staan. De vloten mogen alleen in zee- en kustgebieden staan. In de kustgebieden kunnen ze elkaar dus aanvallen.
Voor de legers zijn er 3 soorten orders:
- Aanvallen/verplaatsen: Je probeert je leger naar een aangrenzend gebied te verplaatsen. Als dat gebied bezet is, is het een aanval. Aangezien elke eenheid even sterk is en er geen dobbelstenen worden gebruikt, zul je steun van een andere eenheid moeten krijgen om het gebied binnen te kunnen trekken.
- Standhouden: Je blijft staan in je huidige gebied.
- Steun geven: Je geeft steun aan een eenheid die een aangrenzend gebied wil binnentrekken of wil standhouden. Dit kan een eenheid van jezelf zijn, maar ook een eenheid van een medespeler.

Voor vloten is er nog een 4e order mogelijk:
- Convoyeren: Hierbij kun je een leger via een watergebied verplaatsen naar een ander landgebied.

Nu wordt er gekeken welke verplaatsingen mogelijk zijn. Een eenheid die steun verleent, maar die zelf vanuit een ander gebied wordt aangevallen, kan die steunorder niet uitvoeren. Deze komt te vervallen. Alle eenheden die nu voldoende steun hebben vergaard, worden verplaatst naar het gebied dat ze gekozen hebben. Aangezien in elk gebied maar één eenheid mag staan, wordt een eventueel aanwezige eenheid verdreven naar een aangrenzend leeg gebied. Is dit niet mogelijk, dan wordt de eenheid van het bord verwijderd.
Een aantal van de gebieden op het bord zijn de zogenaamde aanvoergebieden. Elke tweede beurt wordt gekeken of je een aanvoergebied in je bezit hebt, dat nog niet van jou was. In dat geval wordt er een merksteentje van jezelf opgelegd. Nu wordt geteld hoeveel van die merksteentjes je op het bord hebt en hoeveel eenheden. Als je minder eenheden hebt, dan mag je nieuwe eenheden bijbouwen, heb je meer eenheden dan merksteentjes, dan moet je eenheden vernietigen. Het bijbouwen mag alleen geschieden in de aanvoergebieden die je in het begin van het spel in je bezit had.

## Einde
Zodra iemand 18 aanvoergebieden bezit of als een vast aantal beurten is gespeeld, is het spel ten einde. Degene die in het laatste geval de meeste aanvoergebieden heeft, wint het spel.

## Andere manieren om te spelen
Ondanks de lange duur van het spel, zijn er nog altijd clubs en verenigingen die maandelijkse of jaarlijkse toernooien organiseren.
Sinds de jaren 60 van de twintigste eeuw wordt Diplomacy gespeeld via post. Bevelen worden naar één spelmeester gestuurd, waarna de spelmeester de resultaten in een nieuwsbrief naar de spelers terugstuurt.
In 1983 maakte Diplomacy zijn intrede op het internet, via e-mail. In 1988 werden de eerste bevelen automatisch verwerkt door een computer, een spelmeester was vanaf dan niet meer nodig.
In 2006 verscheen webdiplomacy.net, een website die het mogelijk maakt om eenvoudig online Diplomacy te spelen. Inmiddels bestaan er diverse websites waarop Diplomacy online gespeeld kan worden.
In 2022 slaagde onderzoekers bij Meta er in om een artificiële intelligentie te maken die in de top 10 procent eindigde bij het spelen van Diplomacy competitie met zeven spelers. Het AI programma genaamd CICERO is baanbrekend, omdat het zowel de tactiek als de menselijke communicatie kan combineren.
1. ↑  CICERO: An AI agent that negotiates, persuades, and cooperates with people. ai.facebook.com. Gearchiveerd op 13 december 2022. Geraadpleegd op 14 december 2022.